# Interpunctie
Interpunctie is het gebruik van leestekens (punten, komma's enzovoort) in een tekst. De benaming interpunctie stamt uit de zestiende eeuw en is afgeleid uit het Latijn (inter = tussen; punctum = punt). Aanvankelijk gaf ze de manier aan waarop in het Hebreeuws de klinkers werden aangeduid. In het Hebreeuws worden alleen de medeklinkers geschreven, de waarde van de klinkers wordt aangegeven door puntjes onder de medeklinkers. Pas tussen 1650 en 1750 evolueert de betekenis van het woord 'interpunctie' naar zijn huidige waarde: leestekens die de betekenis van de tekst verduidelijken of de leesbaarheid verhogen.
Interpunctie is van belang voor het interpreteren van de tekst. Er is een wezenlijk verschil tussen de zinnen:
- Ik houd van je, lieve vriendin.
- Ik houd van je lieve vriendin.

De eerste zin kan een man met een gerust hart aan zijn vrouw schrijven, de tweede zin kan uitmonden in een echtscheiding. Enerzijds dienen leestekens de lezer of de publieke spreker als hulptekens bij zijn lezing, maar anderzijds hebben de tekens ook een syntactische en soms zelfs semantische functie en in dit opzicht is het gebruik ervan minder arbitrair. Interpunctie wordt ook gebruikt om citaten te markeren.

## Kort historisch overzicht
De geschiedenis van de westerse interpunctie begint bij het Grieks en het Latijn uit de klassieke oudheid. Het Griekse alfabet was ontleend aan het Fenicische alfabet, dat van rechts naar links schreef en geen interpunctie, zelfs geen woordscheiding kende. In de zesde eeuw voor onze tijdrekening beginnen de Grieken 2, 3 of 4 puntjes boven elkaar te plaatsen om woorden en woordgroepen van elkaar te scheiden. In literaire teksten vanaf de vierde eeuw v.Chr. vinden we een horizontaal streepje onder het eerste woord van elke regel die een nieuw tekstgedeelte — een alinea — begint. Dat streepje heet in het Grieks paragraphos; het Engels heeft dat woord overgenomen als paragraph. In het Nederlands en Frans heeft paragraaf een iets andere betekenis. 
De eerste echte aanzet tot het gebruik van leestekens komt ± 200 v.Chr. uit Alexandrië. Aristophanes van Byzantium was  bibliothecaris in de bibliotheek van Alexandrië en introduceerde accenten, aanblazingtekens en zintekens: aan het eind van een korte zin (Grieks = comma) plaatste hij een punt op halve hoogte; na een langere zin (Grieks = colon) zette hij een punt op de regel; het langste tekstgedeelte (Grieks = periodos) kreeg een punt bovenaan de regel. Inscripties leren ons dat de Romeinen — tussen de eerste eeuw voor en de tweede eeuw na Christus — alle woorden van elkaar scheidden door er punten tussen te plaatsen.  Het systeem van Aristophanes werkte trouwens perfect voor het Latijn, waarin de minuskels (kleine letters) nog niet bestonden.
In de vroege middeleeuwen introduceerde de monnik Alcuin in de scholen van Karel de Grote het schrift in minuskels — kleine letters — ongeveer zoals wij het nu nog gebruiken. Bovendien gebruikte hij o.a. de punctus interrogativus van de Gregoriaanse partituren om leespauzes en intonatie aan te geven. In de sterk naar rechts hellende interrogativus is al duidelijk ons vraagteken te herkennen, dat vrij snel het bestaande Griekse vraagteken (;) verdrong. Twee eeuwen later dook het koppelteken op (-), eerst enkel geschreven, maar tussen de veertiende en achttiende eeuw bij voorkeur dubbel. Tussen de dertiende en veertiende eeuw verschijnen de virgulen (/) boven de regel als pauzeteken, maar het duurt tot omstreeks 1450 eer ze naar de basisregel afdalen, een ronding krijgen en er gaan uitzien als onze komma. Die heet in het Frans nog altijd virgule.
Op het einde van de zeventiende eeuw ontstonden de moderne benamingen voor de leestekens, nog aangevuld met het uitroepteken en de gedachtestreep (— of m-dash). De moderne interpunctie in westerse talen is verder schatplichtig aan de grote Franse en Italiaanse drukkers uit de renaissance.

## Spaties en leestekens
Over het algemeen schrijft men een spatie na een leesteken en niet ervoor. 
Dat geldt niet voor haakjes en aanhalingstekens aan het begin.
Een koppelteken wordt zonder spatie geschreven. Een gedachtestreepje schrijft men bij voorkeur met een spatie aan weerszijden.
Staan er meerdere leestekens achter elkaar, dan komt er geen spatie tussen.

## Verschillen tussen talen
Er bestaan nog altijd wat verschillen tussen talen, niet alleen in het gebruik, maar ook in de voorstellingswijze van leestekens. 
- Amerika en Europa: het gedachtestreepje verschilt.
- In Engelstalige teksten staan er geen spaties aan weerszijden van het gedachtestreepje: "I believe I shall—no, I'm going to do it."
- Aanhalingstekens verschillen in verschillende talen: enkel (‘) of dubbel (“), onderaan („) of bovenaan (”) de regel.
- In het Frans: 
  - voor aanhalingen worden soms guillemets (« ») gebruikt; ook kan een hele conversatie tussen aanhalingstekens staan, inclusief de onderbrekingen die strikt genomen niet tot de conversatie horen: « Sans cela, écrivait-il à l'empereur, je ne puis rien. » zou in het Nederlands geschreven worden als: "Zonder dat", schreef hij aan de keizer, "kan ik niets".
  - veel leestekens, voornamelijk de dubbelepunt en het vraagteken, worden niet alleen gevolgd, maar ook voorafgegaan door een spatie (klassieke regel voor typistes).
- In het Spaans: men schrijft er een omgekeerd vraagteken en uitroepteken aan het begin van een zin: ¿Por qué? en ¡Hasta la vista!.